# کلفت‌ها
کلفت‌ها (به فرانسوی: Les Bonnes) نمایشنامه‌ای از ژان ژنه، نویسندهٔ اهل فرانسه است که نخستین‌بار سال ۱۹۴۷ با کارگردانی لویی ژووه به‌روی صحنه رفت. ژنه این نمایشنامه را با الهام از زندگی کریستین و لی پاپن کلفتهای فرانسوی که صاحبکارشان را به قتل رسانده بودند، نوشت.

## ترجمه به فارسی
از این کتاب چندین ترجمه به فارسی موجود است از جمله برگردانی از بهمن محصص و دو ترجمه‌ی جدیدتر یکی به قلم فرزانه سکوتی و دیگری توسط ایرج انور.